# Jacques Roman

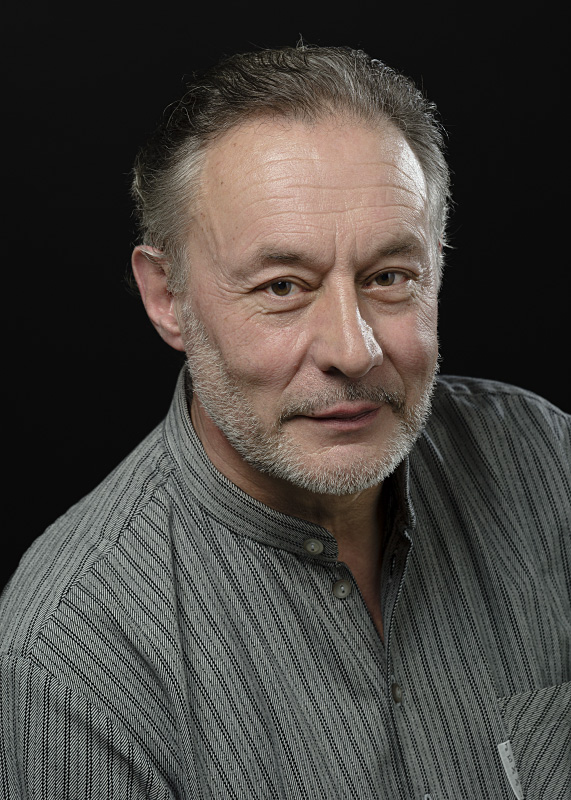
Jacques Roman (2015)

Jacques Roman (geboren als Jacques Poissonnier am 1. Juli 1948 in Dieulefit, Département Drôme, Frankreich) ist ein französischer Schauspieler, Theaterregisseur und Schriftsteller.

## Leben
Jacques Roman kam 1970 nach seiner Schauspielausbildung in die Romandie. Er ist seither in verschiedenen Funktionen für das Theater und für Radio Suisse Romande tätig. Als Autor hat er zahlreiche Gedichtbände, Prosastücke, Radiohörspiele und Bühnenwerke verfasst. Jacques Roman lebt in Lausanne.

## Auszeichnungen
- 2000: Prix Edouard Rod für L’ouvrage de l’insomnie
- 2004: Preis der Fondation Leenaards

## Werke (Auswahl)
- Le dossier R... ou l’affaire du crochet à viande, Genf 1983.
- Le cri de la fourchette sur une vitre nue, Genf 1984.
- L’ange dans le couloir, Genf 1988.
- Fou qui croit remplir l’adresse, Genf 1988.
- Un étranger resté attardé sur la piste, Genf 1989.
- L’orchestre intérieur dont Éros est le chef, Genf 1993.
- L’ouvrage de l’insomnie, Grigny 1999.
- Toutes les vertus du désert, Vevey 2002.
- L’ardeur de l’ombre. Gedichte. Vevey 2004.
- Je vois loin des yeux, Genf 2005.
- Du monde du chagrin (mit Bernard Noël), Montrouge 2006.
- Je vous salue l’enfant maintenant et à l’heure de notre mort, Vevey 2008.
- D’entente avec oui, Montrouge 2008.
- Écrits dans le regard de Hans Bellmer, Genf 2009.
- La nuit tournoie passionnée, Moudon 2009.
- L’élan, l’abandon, Genf 2010.
- Traversée, Genf 2010.
- Les os d’Eros, Vevey 2011.
- Tout bêtement. En rêvant à partir des illustrations de Carll Cneut, Genf 2012.
- De la contemplation de la page blanche loin de la page blanche, Plounéour-Ménez 2012.
- Terres de Sienne, Lausanne 2013.
- Le dit du raturé / Le dit du lézardé, Plounéour-Ménez 2013.
- Les consonnes, Vevey 2013.
- J’irai cacher ma bouche dans ma gorge, Genf 2013.
- Notes vives sur le vif du poème, Plounéour-Ménez 2014.
- Les rencontres emportées, Vevey 2015.
- Lettres à la cruauté, Vevey 2015.
- Communication au monde de l’art sur le secret aveuglant de la Joconde, Lausanne 2015.
- L’apostrophe, Genf 2017.
- Histoire de brouillard. La cinquième saison, Charmey 2017.
- La majesté du terrible suivi de O Rato, Vevey 2019.
- La même nuit, le même meurtre, Lausanne 2019.
- Qui instruira le livre du calme (journal d’un émeutier), Vevey 2020.
- Je change et j’avance sous le marteau du temps, Vevey 2021.

## Filmografie (Auswahl)
- 1973: Le Retour d’Afrique – Regie: Alain Tanner
- 1976: Le grand soir, fragments – Regie: Francis Reusser
- 1987: Happy End – Regie:  Marcel Schüpbach
- 1990: À la recherche du lieu de ma naissance – Regie: Boris Lehman
- 1995: Le Roi de Paris – Regie Dominique Maillet
- 1995: Leçon de Vie – Regie:Boris Lehman
- 1996: Ridicule – Regie: Patrice Leconte
- 1996: Fourbi – Regie: Alain Tanner
- 1998: Une chance sur deux – Regie: Patrice Leconte
- 1999: Attention aux chiens – Regie: François-Christophe Marzal
- 2000: 15, Rue des Bains – Regie: Nicolas Wadimoff